# Oliver Bozanic
Oliver Bozanic (født 8. januar 1989) er en australsk fodboldspiller.

## Australiens fodboldlandshold
| Australiens landshold | Australiens landshold | Australiens landshold |
| År                    | Kmp                   | Mål                   |
| --------------------- | --------------------- | --------------------- |
| 2013                  | 1                     | 0                     |
| 2014                  | 4                     | 0                     |
| 2015                  | 2                     | 0                     |
| Total                 | 7                     | 0                     |